# Râul Agriș, Șieu
Râul Agriș este un curs de apă, afluent al râului Șieu. 

## Hărți
- Harta județului Bistrița